# Stör (stång)

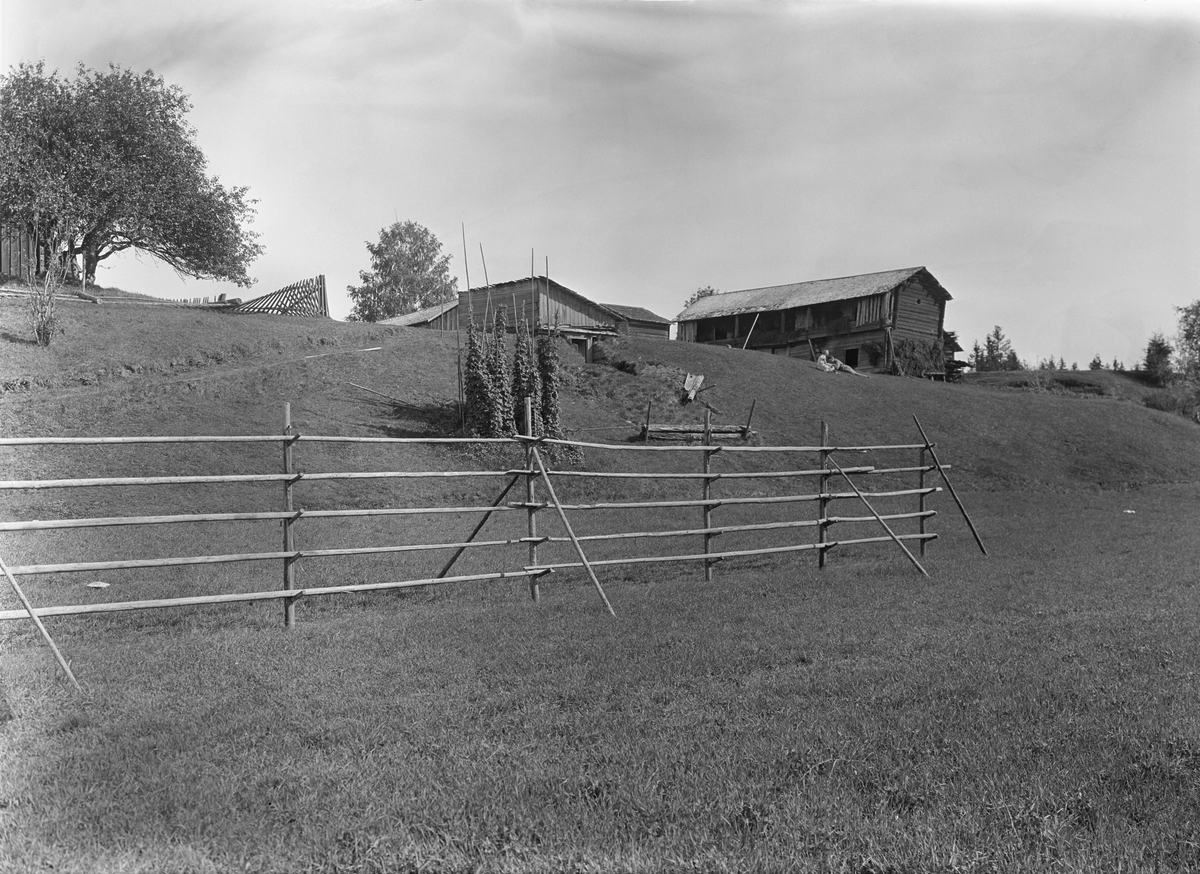
Hässja och humlestörar i Nedre Värnäs, Värmland 1928.

Stör  är en stång, vanligtvis av gran, som används istället för sågat virke för gärdsgårdar, hässjor eller liknande. En stör är vanligtvis 2 - 4 meter lång och mäter runt 8 till 13 centimeter i rotänden. Den har ofta använts till gärdsgårdar, varvid uttrycket hank och stör har uppkommit.
Störar används också för att odla humle. Då humleplantan kan bli upp till nio meter hög förekommer även störar som motsvarar den höjden.